# Polietilè expandit
|  | No s'ha de confondre amb Poliestirè expandit. |

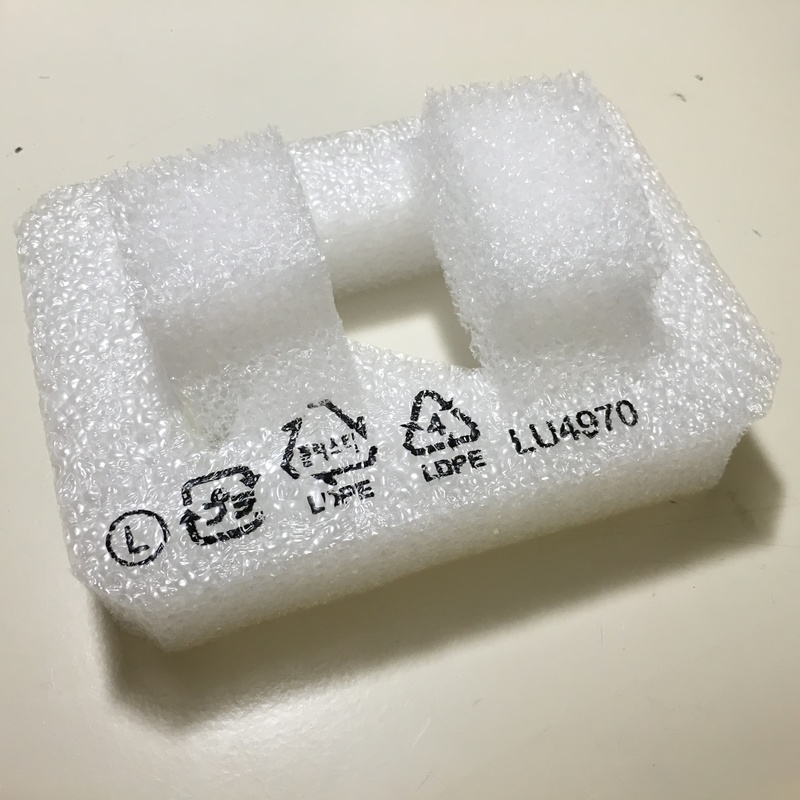
Una peça d'embalatge feta d'escuma de LDPE (foam)

Polietilè expandit (també conegut com a escuma EPE ) es refereix a escumes fabricades amb polietilè. Normalment es fa a base de "pellets" expandits ("grana EPE") mitjançant un agent bufador, seguit d'una expansió dins d'un motlle en una caixa de vapor, amb un procés similar al que s'utilitza per al poliestirè expandit.

## Propietats
Les escumes EPE són de baixa densitat, semi-rígides, formant una escuma de cèl·lules tancades que es troba generalment en un nivell de rigidesa entre entre el poliestirè expandit i l'escuma de poliuretà. La producció d'escumes d'EPE és similar a la del poliestirè expandit, però es fa a partir de perles de PE. Les densitats típiques són de 29 a 120 kg/m3 (49 a 202 lb/cu yd) amb la xifra inferior comuna. Es poden produir densitats de fins a 14 kg/m3 (24 lb/cu yd).
Els polímers de base per a escumes EPE van des del polietilè de baixa densitat (LDPE) fins al polietilè d'alta densitat (HDPE).

### Co-polímers
També es coneixen copolímers de polietilè expandit (EPC), com ara materials de 50:50 (pes) amb poliestirè. Tot i que entre les dues bases s'interposen altres propietats, la duresa del copolímer supera qualsevol de les dues, amb una bona resistència a la tracció i punció. És particularment aplicable a productes reutilitzables.

## Producció
Les escumes EPE es van fabricar per primera vegada a la dècada de 1970.
La producció de les perles de PE sol ser per extrusió, seguida de picar, produint un "pellet". L'expansió en autoclau és la ruta més comuna per l'escuma d'espiga. El butà o el pentà s'utilitza sovint com "agent bufador" (abans s'avia utilitzat els CFC). Depenent del procés específic que s'utilitza, les perles poden ser reticulades o bé per irradiació de feixos d'electrons (vegeu processament per feix d'electrons), o bé mitjançant l'addició d'un agent químic com peròxid de dicumil.
Una ruta alternativa (Procés JSP) a les perles utilitza diòxid de carboni com a agent bufador que s'impregna en els pellets en un autoclau a una temperatura propera al punt de fusió cristal·lina del plàstic. Els grànuls es converteixen en escuma fent-los "parpellejar" a l'atmosfera (menor pressió) per expandir-los.
Finalment, el modelat es realitza mitjançant modelat per compressió en caixa de vapor; normalment s'utilitza la variant del procés de baixa pressió, tot i que la variant d'alta pressió es pot utilitzar per escumes EPE basades en HDPE.

## Usos
Les escumes de polietilè EPE es poden fer servir per substituir tant l'escuma de poliestirè, per a les rígides com l'escuma de poliuretà, per a les flexibles. Els usos inclouen aplicacions d'esmorteïment i aplicacions d'absorció d'impactes, en tot tipus d'embalatges.
El consum de polietilè per a fabricar escuma PE es va estimar en 114x106  kg el 2001. La majoria es va utilitzar per a escumes no reticulades, però les escumes PE reticulades representaven una fracció important (~ un terç) de la demanda. L'ús en envasos de protecció representava el sector d'ús més gran d'aquestes escumes.